# Brian Charette
Brian Charette, né le 24 novembre 1972 à Meriden (Connecticut), est un pianiste de jazz, organiste Hammond et producteur de musique électronique américain. Il remporte en 2014 le titre « Rising Star : Organ » du DownBeat Critic’s Poll et reçoit en 2015 le « Fan’s Decision Jazz Award for Best Organist » du Hot House Magazine. Il enregistre et se produit avec des artistes tels que George Coleman, Oz Noy, Jaimoe, Michael McDonald et Cyndi Lauper.

## Biographie

### Jeunesse
Brian Charette découvre le piano auprès de sa mère, Catherine, puis étudie pendant son enfance avec George McKinstry. Au lycée Orville H. Platt de Meriden, il se consacre au piano, à la guitare et à la trompette. Parallèlement, il suit un stage d’été de trois semaines au Berklee College of Music, où il travaille sous la direction de John LaPorta et Rick Peckham. De retour dans le Connecticut, il intègre l’université et suit les cours de piano d’Ellen Rowe, Kenny Werner, Mark DeCozio, Mark Templeton, Charlie Banacos et Neal Larrabee, avant d’obtenir en 1994 un Bachelor of Fine Arts.

### Débuts professionnels
Encore lycéen, il se produit dans les clubs de Meriden et de New Haven, puis accompagne régulièrement Jimmy Greene, Paul Brown et Jeff Pitchell. Très vite, il collabore comme pianiste avec des figures confirmées du jazz telles que Lou Donaldson, Houston Person et Gregg Bissonette. À 17 ans, il part en tournée européenne avec le trompettiste tchèque Laco Deczi, puis s’installe à New York en 1994.

### Depuis les années 2000
À New York, il collabore avec les frères Vivino, accompagne Cyndi Lauper, Michael McDonald et Michael Bublé, et apparaît comme pianiste dans la série télévisée Haine et Passions. En 1999, il joue de l’orgue Hammond B-3 lors du concert « Joni’s Jazz » à Central Park, aux côtés de Joni Mitchell, Chaka Khan et Joe Jackson.
Signé chez SteepleChase Records en 2008, il multiplie les tournées en Europe et en Asie, puis enregistre chez Posi-Tone Records dès 2011. Endossé par Hammond USA en 2012 et par IK Multimedia en 2019, il publie en décembre 2020 l’album d’électronica Hammond Like the Sun et, en 2021, Power from the Air. Parallèlement, il contribue régulièrement à Keyboard Magazine, Jazz Times, DownBeat et Electronic Musician. Son manuel pédagogique, 101 Hammond B3 Tips : Stuff all the Pros Know and Use, paraît chez Hal Leonard, accompagné d’une série de vidéos pour My Music Masterclass.

## Vie personnelle
Atteint de surdité partielle dans son enfance, il bénéficie de la pose de drains en 1979 et 1981. De 1983 à 1985, il intègre le programme pour surdoués du Talcott Mountain Science Center d’Avon (Connecticut), où il étudie la musique assistée par ordinateur et l’aéronautique. Lauréat du Hicks Essay Contest en 1990, il pratique les arts martiaux chinois depuis 2004 et obtient une ceinture noire en Fujian White Crane en 2008. Un accident infantil lui courbe le petit doigt droit, restreignant son usage en concert.

## Distinctions
- 2014 : « Rising Star : Organ », DownBeat Critics Poll
- 2015 : « Fan’s Decision Jazz Award for Best Organist », Hot House Magazine
- 2015–2020 : Top 10 du Critic’s Poll (orgue), DownBeat
- 2021 : 3e place Critic’s Poll (orgue), DownBeat[12]
- 2023 : 2e place Critic’s Poll (orgue), DownBeat
- 2023 : Rising Star : Keyboards, DownBeat

## Discographie

### À titre de leader
- 2000 : Brian Charette (autoproduction)
- 2003 : Live at Deanna’s (Soul Search)
- 2004 : Digital Honesty (autoproduction)
- 2008 : Missing Floor (Dim Mak)
- 2009 : Upside (Steeplechase)
- 2011 : Learning to Count (SteepleChase)
- 2012 : Music for Organ Sextette (SteepleChase)
- 2013 : Borderline (SteepleChase)
- 2013 : Soulmates (Newport-Line)
- 2014 : The Question That Drives Us (SteepleChase)
- 2014 : Square One (Posi-Tone)
- 2014 : Good Tipper (Posi-Tone)
- 2015 : Alphabet City (Posi-Tone)
- 2016 : Once and Future (Posi-Tone)
- 2017 : Kürrent (Dim Mak)
- 2017 : Backup (SteepleChase)
- 2018 : Groovin’ with Big G (SteepleChase)
- 2019 : Beyond Borderline (SteepleChase)
- 2019 : New York Moments (SteepleChase)
- 2020 : Like the Sun (Dim Mak)
- 2021 : Power from the Air (SteepleChase)
- 2023 : Jackpot (Cellar Music Group)
- 2024 : You Don’t Know Jack! (Cellar Music Group)